# Arbit Blatas
Arbit Blatas (* 19. November 1908 in Kaunas; † 27. April 1999 in New York City), geboren als Nicolai Arbitblatas, war ein Maler, Grafiker, Bühnenbildner und Bildhauer litauisch-jüdischer Herkunft.
Arbit Blatas ist unter mehreren Namen bekannt. Sein Nachname findet sich in der Literatur sowohl als Blatas wie auch Arbitblatas geschrieben, sehr selten auch in der Schreibweise Blato, Blat usw. Sein Vorname Nicolai wird häufig in den Varianten Nechemija, Neemiya, Neemija bzw. hebräisch Nehemiah angegeben, dies in Kombinationen mit beiden Nachnamenvarianten.

## Leben
Arbit Blatas wurde in eine wohlhabende Familie im heutigen Litauen geboren, die während des Ersten Weltkriegs in die Ukraine floh. Dort verbrachte Blatas sieben Jahre in einem Internat in Poltawa, wo er sich für Kunst interessierte. Mit der Familie kehrte er 1922 nach Kaunas zurück, wo sein Vater einen Laden mit Musikinstrumenten eröffnete. Während seines Studiums am dortigen Jüdischen Gymnasium ermutigte ihn sein Kunstlehrer Jacob Messenblum, sein Interesse für die Kunst mit einem Kunststudium zu verbinden. In Kaunas stellte er bereits als Fünfzehnjähriger in kleinem Umfang seine Werke aus. Blatas studierte kurze Zeit in Deutschland und zog 1928 nach Paris, wo er das jüngste Mitglied der Avantgarde-Schule von Paris wurde, zu der Künstler wie Picasso, Matisse, Braque, Vlaminck u. a. gehörten. Hier nahm er den Namen Arbit Blatas an (später häufig nur Blatas). Er stellte regelmäßig im Salon d’Automne als auch im Salon des Tuileries aus. In den 1930er Jahren war Arbit Blatas weiterhin eine wichtige Kraft im Kreis der modernen französischen Kunst. 1934 fand die Erste Ausstellung seiner Werke in New York statt.
Beim Ausbruch des Zweiten Weltkrieges verließ Blatas Europa und ließ sich 1941 in New York nieder. Er entging so dem Holocaust; seine Mutter starb im KZ Bergen-Belsen, sein Vater überlebte zwar seine Inhaftierung im KZ Dachau, starb aber bald nach dem Kriegsende. Später erhielt Blatas die US-amerikanische Staatsbürgerschaft. Nach Kriegsende lebte und arbeitete Blatas in New York, Paris, Nizza und Venedig. 1975 heiratete Blatas die Mezzosopranistin Regina Resnik und arbeitete mit ihr im Bereich Bühnen- und Kostümdesign zusammen, vor allem als sie auch die Rolle der Regisseurin übernahm. Zusammen schufen sie Produktionen von Carmen, Falstaff, Pique Dame, Salome und Elektra für viele der großen Opernhäuser auf der ganzen Welt.
Blatas war Mitglied der Société du Salon d’Automne und des Salon des Tuileries sowie Offizier der Ehrenlegion (1978); er erhielt die Goldmedaille der Stadt Venedig.

## Werke
Viele seiner Werke, vor allem Bilder aus der Pariser Zeit in den 1930er Jahren („School of Paris“), sind u. a. in renommierten Sammlungen wie dem Carnegie Institute, Pittsburgh, der Smithsonian Institution, Washington, DC, dem Museum of Modern Art, dem Metropolitan Museum of Art und dem Whitney Museum of American Art, New York sowie der Galerie nationale du Jeu de Paume und dem Musée Georges Pompidou, Paris, dem Museo d’Arte Moderna, Venedig, dem Jerusalem Museum und dem Tel Aviv Museum of Art, Israel, vertreten.
Blatas spätere Werke beschäftigten sich mit dem Holocaust. Beeinflusst wurde er dabei insbesondere durch das Schicksal seiner Eltern; er widmete seine Bilder und vor allem seine berühmten Plastiken den Opfern des Holocaust. Zu den wichtigsten Werken aus diesem Bereich zählen:
- das Gemälde Babi Yar aus den 1940er Jahren[Anm 1]
- das Holocaust-Mahnmal, sieben Plastiken, in Venedig, 1980
- die Plastik Der letzte Zug (The Last Train), in Venedig, 1990 (Gemälde 1980)

Gleichzeitig mit seiner Arbeit am Holocaust-Denkmal in Venedig erhielt Blatas 1978 den Auftrag des Senders NBC für Zeichnungen für die US-amerikanische Minifernsehserie Holocaust mit Meryl Streep in einer der Hauptrollen. Diese Zeichnungen bildeten die Grundlage für das Denkmal in Venedig.

### Babi Yar
Im Jahr 1944 entstand das Gemälde Babi Yar, mit dem Blatas sich auf eines der schlimmsten NS-Kriegsverbrechen bezog. Innerhalb von zwei Tagen (am 29. und 30. September 1941) waren 34.000 Juden in eine als Babi Yar bekannte Vorortschlucht bei Kiew gebracht und systematisch mit Maschinengewehren erschossen worden. Später, gleichzeitig mit seiner Arbeit am „Holocaust-Denkmal“ in Venedig, erhielt Blatas 1978 den Auftrag des Senders NBC für Zeichnungen für die US-amerikanische Minifernsehserie Holocaust mit Meryl Streep in einer der Hauptrollen. Diese Zeichnungen, die auch eine neue Zeichnung von Babi Yar enthielten, bildeten die Grundlage für das Holocaust-Denkmal in Venedig.

### Holocaust-Mahnmal
Blatas vielleicht berühmtestes Kunstwerk ist seine aus sieben Bronzetafeln bestehende Skulptur mit dem Titel „Monument of the Holocaust“,  Venedig, 1979.
Seine Schwarz-Weiß-Zeichnungen, die an die erschütternden Ereignisse jener Zeit erinnern, erschienen 1978 in der amerikanischen Fernsehserie Holocaust. Die Zeichnungen bildeten die Grundlage für ein Mahnmal, bestehend aus sieben Basreliefs, die als Holocaust-Denkmal bekannt sind.
Die Originalarbeit befindet sich seit 1980 im Ghetto Venedig. Eine Kopie des Werks wurde am 23. April 1981 im Mémorial du Martyr Juif Inconnu in Paris ausgestellt, eine weitere wurde am 25. April 1982 von der Anti-Defamation League gegenüber dem Gebäude der Vereinten Nationen in New York auf der One Dag Hammarskjold Plaza aufgestellt; die letzte Kopie befindet sich seit 2004 auf Vorschlag der Witwe von Blatas, Regina Resnik, in Kaunas, Litauen.

### Der letzte Zug
Ein anderes Denkmal, die Plastik Der letzte Zug, widmete Blatas der Stadt Venedig 1989. Diese Plastik, die an den fünfzigsten Jahrestag der Deportation der Juden aus dem Ghetto von Venedig erinnert, befindet sich in der Wand des Altenheims der dortigen jüdischen Gemeinde von 1890. Sie besteht ebenfalls aus Bronze. Auffallend ist, dass Blatas die ganze Szene, besonders die Gesichter der Opfer, absichtlich nur angedeutet hat. Im Hintergrund, hinter einem Gitter, sind Holzbalken angebracht, was den Eindruck vermittelt, man betrachte jenen Güterzug, der die Juden aus Venedig in den Tod brachte. Im Holz sind die Vor- und Nachnamen sowie das Alter aller Opfer eingraviert.

## Auszeichnungen
- Mitglied der Société du Salon d’Automne
- Offizier und Ritter der Légion d’honneur
- Komtur des Ordens für Verdienste um Litauen

und andere.